# Non ho paura (The Sun)
Non ho paura è un singolo del gruppo musicale italiano The Sun, secondo estratto dell'album Spiriti del Sole. La canzone sarà inclusa nella raccolta 20, mentre una sua versione spagnola (intitolata Hoy decido yo) verrà inserita in Espíritus del Sol.

## Descrizione
La canzone, iniziata a scrivere nell'ottobre del 2008, racconta della conversione che ha portato la band alla svolta spirituale. Il singolo è stato disponibile nelle radio da fine settembre ed è entrato in rotazione dal 15 ottobre.

## Tracce
Testi di Francesco Lorenzi, Maurizio Baggio, musiche di Francesco Lorenzi.
1. Non ho paura – 3:12

## Video musicale
Il videoclip del brano è stato girato a Barcellona l'8 e il 9 ottobre 2010 e vede la partecipazione di Nathalie Rapti Gomez. La regia è stata coordinata da Gabriele Paoli ed Enrico Tomei. Il video è stato pubblicato il 24 novembre 2010.

## Formazione
Formazione come da libretto.
The Sun
- Francesco "The President" Lorenzi – voce, chitarra
- Riccardo "Trash" Rossi – batteria
- Matteo "Lemma" Reghelin – basso, cori
- Gianluca "Boston" Menegozzo – chitarra, cori

Produzione
- Francesco Lorenzi – produzione, missaggio, mastering
- Maurizio Baggio – produzione, missaggio, mastering